# Forsthaus Gottow

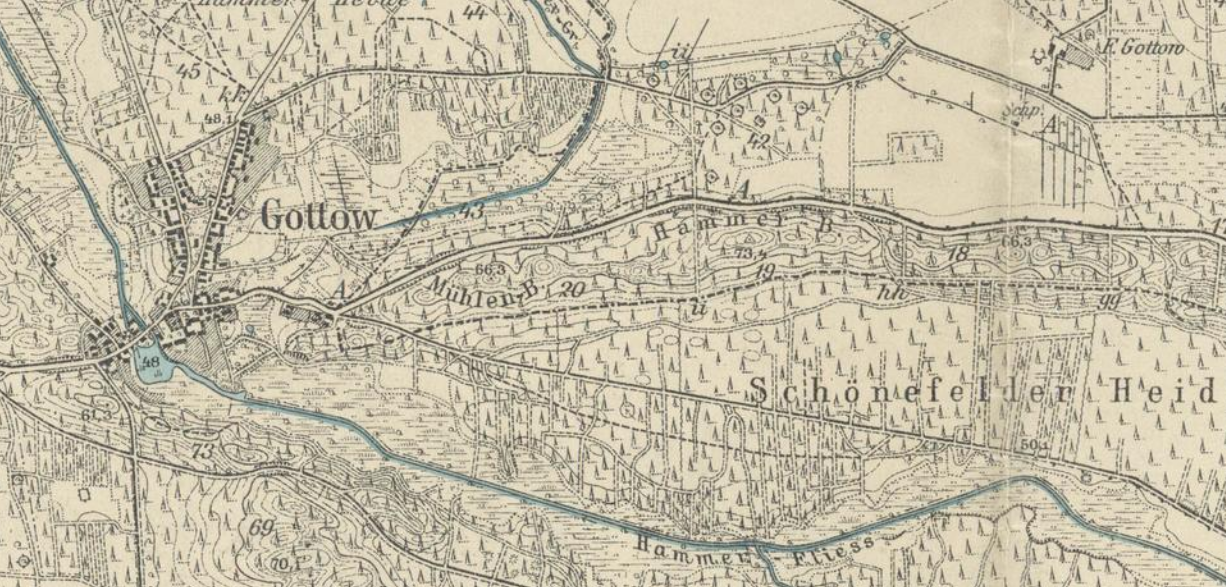
Gottow und Forsthaus Gottow, Gem. Nuthe-Stromtal, Ausschnitt aus dem Messtischblatt Nr. 3945 Luckenwalde von 1921

Das Forsthaus Gottow war ein Wohnplatz im Ortsteil Gottow der Gemeinde Nuthe-Urstromtal im Landkreis Teltow-Fläming (Brandenburg). Er entstand aus einem 1876/77 erbauten Forsthaus im damaligen Gutsbezirk Kummersdorf Forst. Das Forsthaus wurde 1929 zunächst in die Gemeinde Schöneweide eingemeindet, nach dem Zweiten Weltkrieg an die Gemeinde Gottow angeschlossen. Der Wohnplatz ist seit mindestens 2010 aufgegeben, das ehemalige Forsthaus ist nach einem Brand nur noch Ruine.

## Lage
Der (ehemalige) Wohnplatz Forsthaus Gottow liegt ca. 2,3 km ostnordöstlich vom Ortskern von Gottow am Graben 048.1.7. laut BrandenburgViewer. Er ist über Feldwege von der K7222 oder über die Verlängerung der 'Straße Zum Forsthaus zu erreichen. Der Wohnplatz liegt auf 48 m ü. NHN.

## Geschichte
Die Försterei Gottow bzw. der Schutzbezirk Gottow im Forst Zossen wurde 1874 neu eingerichtet. Das zugehörige Forstdienstgehöft ist ein Neubau von 1875/76. Das Wohnhaus hatte eine Grundfläche im Erdgeschoss von 125,5 m². Das gesamte Gebäude war unterkellert und wurde mit Kachelöfen beheizt. Die Errichtung des Gehöfts kostete damals 24.706 Mark, davon entfielen 15.311 Mark auf das Hauptgebäude. Die Fundamente des Wohn- und Dienstgebäudes waren aus Feldsteinen, die Mauern aus Ziegeln. Zum Gehöft gehörten zwei Nebengebäude und ein Brunnen, der extra ausgeführt werden musste. Kommunalrechtlich gehörte das Forsthaus Gottow zunächst zum Gutsbezirk Zossen Forst. Erster Förster im neuen Forsthaus war Adolph Jagusch.
1880 wurde die Oberförsterei Zossen in Oberförsterei Kummersdorf umbenannt, und entsprechend wurde auch der Gutsbezirk Zossen Forst in Gutsbezirk Kummersdorfer Forst umbenannt. 1885 hatte der Wohnplatz (ein Wohnhaus) fünf Bewohner, 1895 sieben Bewohner. Kommunalrechtlich gehörte der Wohnplatz weiterhin zum Gutsbezirk Kummersdorfer Forst.
1929 wurde der Gutsbezirk Kummersdorfer Forst in Teilen in die Gemeinden Fernneuendorf, Kummersdorf, Alexanderdorf, Schöneweide, Rehagen und in die Stadt Zossen eingegliedert. Das Forsthaus Gottow wurde dabei nicht in die Gemeinde Gottow, sondern in die Gemeinde Schöneweide eingegliedert. 1932 war das Forsthaus Gottow ein Wohnplatz in der Gemeinde Schöneweide. Leider ließ sich nicht ermitteln, wann genau das Forsthaus nach Gottow umgemeindet wurde. Forsthaus Gottow liegt heute auf der Gemarkung Gottow. Nach dem Messtischblatt 3945 Luckenwalde von 1941 gehörte das Forsthaus Gottow noch zum Staatsforst Kummersdorf. Dieser Teil des Gutsbezirks kann erst nach dem Zweiten Weltkrieg an die Gemarkung Gottow angeschlossen worden sein.
1971 war das Forsthaus bereits in Privatbesitz. 2011 stand das Forsthaus Gottow bereits seit einigen Jahren leer. Erstaunlicherweise ist das Forsthaus im relativ neuen Werk Müllers Großes Deutsches Ortsbuch von 2012 noch verzeichnet. 2016 vernichtete ein Brand das leer stehende Wohnhaus. Heute stehen nur noch Mauerreste des ehemaligen Forsthauses.

## Stellung in der Hierarchie der Forstverwaltung
Das Forsthaus unterstand in der Hierarchie der Forstverwaltung in der damaligen Provinz Brandenburg zunächst der Oberförsterei Zossen, die 1880 in Oberförsterei Kummersdorf umbenannt wurde. Nach dem Zweiten Weltkrieg gehörte das Forsthaus Gottow zum Staatlichen Forstwirtschaftsbetrieb Luckenwalde. Bis spätestens 1970 war die Försterei Gottow aufgehoben und das Gehöft verkauft worden.

## Liste der Förster
- ab 1. April 1874 bis ? Förster Adolph Jagusch (* 2. Juli 1836 in Boitzenburg), vorher Jäger, wurde gleichzeitig zum Förster ernannt[2] nachher in die Försterei Sperenberg (Oberförsterei Kummersdorf) versetzt, wurde 1884 in die Försterei Rottstiel (Oberförsterei Alt Ruppin) versetzt
- (1884) bis 30. Juni 1892 (Ruhestand) Förster Franz Eduard Rüthnick (* 30. Oktober 1828 in Löcknitz, Krs. Randow), erhielt das Allgemeine Ehrenzeichen zu seiner Pensionierung,[11] er war vorher in der Försterei Sperenberg (Oberförsterei Kummersdorf)
- ab 1. Juli 1892 bis 30. September 1916 (Ruhestand) Förster Johannes Wilke (* 24. Mai 1849 in Forsthaus Theerofen bei Schwedt/Oder),[12][13] er war vorher in der Försterei Sperenberg (Oberförsterei Kummersdorf).[14][15] 1912 war er bereits Hegemeister
- ab 1. Oktober 1916 bis (1927) Förster Max Heinrich,[16] er war vorher in der Försterei Birkenwerder (Oberförsterei Oranienburg)[17]